# Образотворче мистецтво Стародавнього Риму
Образотворче мистецтво Стародавнього Риму – мистецтво відображення світогляду стародавніх римлян у вигляді різних образів, зокрема таких як живопис (картини), фресковий розпис, мозаїка, скульптура.
Римське мистецтво це наслідок взаємодії грецької культури та творчості місцевих італійських племен (етрусків).
Мистецтво стародавнього Риму проходило свій розвиток у тісній взаємодії з мистецтвом підкорених народів, які були у складі Римської імперії.
Основою образів римського мистецтва є реальна дійсність, але улюбленими для римлян все ж були мотиви з міфології.

## Римський стиль живопису
Що стосується живопису римлян, то найбільш ранній фрагмент розпису, уцілілий до наших днів, датований 3 ст. до Р.Х. Йдеться про деталі фрески з гробниці, відкритої на пагорбі Еськвілін в Римі. Розпис, скомпонований у три яруси, представляв сцену битви (між вождями ворогуючих племен). Варто визнати, що робота не вражає віртуозністю виконання, однак це зовсім не применшує її історичної цінності. Від більш раннього римської живопису зберігалися тільки письмові оповідання, з яких відомо, що в кінці 4 ст. до Р.Х. у Римі жив популярний живописець Фабій, покрив фресками стіни храму богині Порятунку. Громадяни Вічного міста (так стануть називати Рим згодом) дали Фабію прізвисько "Піктор", що якраз і означає "живописець". Володів пензлем і відомий трагічний поет середини 2 ст. до Р.Х. Паукувій, що розписав храм на Бичачому форумі. Захопивши грецькі поліси, римляни звезли себе в місто мало не всі твори мистецтва, які їм вдалося занурити на кораблі. Крім, того, вони зробили зі скульптур Лісиппа, Праксителя, Скопаса та інших грецьких майстрів більш-менш вдалі копії а також спробували самі створювати дещо подібне.
З перенесенням акценту на інтер'єр і появою парадних кімнат у римських будинках і віллах на основі грецької традиції розробляється система високохудожніх стінних розписів. З традиціями елліністичних фресок тісно пов'язаний перший римський стиль живопису - так званий помпейський, вивчений з фресок, виявлених в розкопаних археологами провінційних Помпеях і в інших містах  (II-I ст. до Р.Х.). Помпейські розписи вціліли завдяки тому, що під час сильного виверження вулкана Везувій (79 р. Р.Х.) товстий шар вулканічного попелу засипав Помпеї разом з будинками і віллами, а в деяких випадках навіть і з жителями. У будинку Саллюстия в Помпеях зберігся прийом розпису стін, що отримав назву в науці "перший помпейський стиль". Виник він як наслідування станкового живопису, з бажанням створити враження розвішаних по стінах картин. Суть його полягає в тому, що всі архітектурні деталі стіни спочатку ліпляться на поверхню стіни об'ємно з штукатурки (карнизи, квадрати облицювання, цоколь і інші деталі), а потім ще і розписуються. Помпейські розписи знайомлять нас з основними рисами античної фрески. Римляни застосовували розпис також і для прикраси фасадів, використовуючи їх як вивіски торгових приміщень або ремісничих майстерень. Перший стиль - інкрустаційний, був поширений у II ст. до Р.Х. і до 80-х років до Р.Х. після чого його змінив так званий "другий стиль".
З 80-х рр. до 20-х рр. до Р.Х. застосовувався другий з помпейських стилів - архітектурно-перспективний. Стіни залишалися гладкими і розчленовувалися живописно-ілюзорними розписаними колонами, карнизами, нішами і портиками. Інтер'єр набував ошатність завдяки тому, що між колонами часто розміщували великі багатофігурні композиції на міфологічні сюжети. Стіни покривалися також зображеннями вулиць, площ, храмів, садів, сільських рівнин і гір. Це дозволяло римлянам як би розширювати внутрішній простір приміщень. Другий стиль відрізнявся від першого повним відсутністю ліпних прикрас. В оформленні стін вводяться справжні живописні картини. 
Звичка копіювати греків виявилася такою сильною, що найчастіше римські живописці лише повторювали твори грецьких класичних або елліністичних художників. Елліністичний краєвид з безліччю фігур на тему "Одіссеї" зберігся на стінах будинку багатого римлянина на пагорбі Еськвілін. Що до портретних алегоричних зображень, то їх можна бачити на віллі Боскореале (сер I ст. до Р.Х.), а також на стінах помпейських вілл, серед якої найзнаменитішої вважається "Вілла містерії". Вона налічує 60 кімнат, отримала свою назву з розпису стін одного із залів. Вважається, що чином для наслідування римському художнику послужила грецька композиція, що ілюструє свято (містерію) на честь Діоніса і Аріадни. Особливо мальовничо виглядають крилата богиня з батогом в руці, оголена танцівниця і уклінна дівчина, що припала до крісла жінки владного вигляду.
Третій стиль - орієнталізуючий - більше характерний для періоду імперії. На противагу деякої пишноти другому стилю, цей стиль відрізняє строгість, витонченість і відчуття композиції. Іноді, за допомогою відтворення якоїсь знаменитої картини відомого майстра, виділяється центральне поле стіни. Орнамент у вигляді тонких колон, гірлянд з квітів підкреслює затишок кімнати. 
Четвертий або декоративний стиль поширюється з середини I ст. Р.Х. Своєю пишнотою і декоративністю він продовжує традиції другого стилю. Разом з тим, багатство орнаментальних мотивів нагадує розпису третього стилю. 
Помпейські розписи відіграли важливу роль у подальшому розвитку декоративного мистецтва Західної Європи.

## Основні напрямки і різновид давньоримської живопису

### Фаюмські портрети
У розписному мистецтві портрет набуває широкого поширення і в живописі. Однак еволюцію римського мальовничого портрета не можна простежити подібно скульптурному. Живописних портретів збереглося небагато. Про їх характер певною мірою дають уявлення фаюмські портрети, названі за місцем знаходження в некрополі Ель-Фаюм, у східній римської провінції Єгипту. Мальовничий портрет в Ель-Фаюмі розвивався під впливом елліністично - римського мистецтва. Він зберіг тут ще культове призначення, продовжуючи цим традицію давньоєгипетського портрета. Сповнений на тонкій дерев'яній дошці або полотні, портрет після смерті людини вставлявся в забетоновану мумію. Фаюмський портрет був основним видом живописного мистецтва. У ньому вже не було скутості фронтальної композиції єгипетського портрета. Модель зображувалася з природним трьох четвертним поворотом голови і зазвичай містилася на нейтральному тлі. Застосовувалася чиста темпера, а також змішування цих фарб, що дає різноманітні живописні ефекти. 
У фаюмских портретах звертає увагу яскраве змалювання індивідуальних особливостей моделі: точно відтворюються і вікові особливості, і етнічні риси різних народів. Особливо приваблюють чарівні жіночі образи. До прекрасних зразків цієї техніки відноситься «Портрет молодої людини з борідкою у золотому вінку». Насичені фарби переливаються глянцем, мерехтять як дорогоцінні камені. Пізніше у фаюмских портретах з'явилися елементи схематизму. Разом з тим у них посилився вплив місцевої давньоєгипетської традиції. Форми представлялися поверхнево, контур силуету ставав більш чітким, риси особи відтворювалися дробовим орнаментальним малюнком. Хоча з джерел відомо, що в Стародавньому Римі існував станковий живопис.
В І ст. до Р.Х. давньоримський живопис відходить від етруської традиції, з якою вона була до цього пов'язана, і звертається до грецьких зразків. Один з художників називає себе «афінським», залишає свій підпис під картиною «Жінки, що грають в кості». На ній зображено кілька тонко промальованих і покритих шаром фарби жіночих фігур, навіяних зображеннями з аттичних белофонних ваз. З більш пізніми елліністичними зразками пов'язані епізоди настінних розписів з зображеннями, наприклад, обряду одруження в «Весіллі Альдобрандіні», зведені в кінці 16 ст. Це швидше за все твір хорошого копіїста, який вільними, соковитими мазками передає плавні рухи фігур, хоча при цьому, можливо, і не схоплює просторово - композиційний засіб оригіналу. 
Для давніх людей живопис був засобом передачі. У віллі «Містерій», поблизу Помпеї прекрасно зберігся великий фриз, що зображує, по всій ймовірності, ритуальне поклоніння культу Діоніса. Фігури вимальовували на тлі червоної стіни, яка підкреслює їх точні, яскраві контури, навіяні класичної простотою. Але сам контур є не стільки лінією, намальованою на поверхні стіни, скільки кордоном між двома кольоровими зонами, від якої значною мірою залежить їх співвідношення.

### Монументальний живопис
Типовим прикладом є побудований у період Августа Вівтар Світу, на чотирьох сторонах якого поміщені рельєфи з рослинними мотивами, завитками і різними фігурами. Найбільш виступаючі частини барельєфа взаємодіють з навколишнім простором, світлом, повітрям: проміжні і більш глибокі шари сприяють ілюзорного руйнування фізичної площині і створення уявної глибини, неминуче обмеженою плитою вівтаря. Гілки аканта хоча і дано у вигляді рельєфу, але разом з тим побудовані у вигляді ритмічних прикрас стіни, тобто приведені в відповідність з її площиною. Остання виступає, таким чином, як сполучна мембрана між природним простором і простором уявним.
Для пластичних прикрас використовується також техніка стукко, особливо підходить для отримання тонших світлотіньових і художніх ефектів. Техніка ця дуже давня, вона була відома вже єгипетським і крітським майстрам. Полягає вона в використанні суміші вапна з мармурової пилом. Практично ця ж сама суміш, яка використовувалася в Греції останнім шаром, яким покривалися архітектурні деталі і скульптура і який був основою для нанесення фарб. При корпусному нанесенні на поверхню, тобто у вигляді шару значної товщини, суміш ця піддавалася ліпленню і використовувалася для створення рельєфних зображень, які формуються безпосередньо на стіні, поки суміш ще не застигла. За висиханням і затвердінням поверхня набуває шовковистість, чутливу до найменшого зміни освітлення, і має вигляд монохромного живопису. Справді, за своїм пластичним властивостям стукко швидше наближається до живопису, ніж до рельєфу. Це знаходить своє відображення як у швидкості ліплення, так і в ніжних, соковитих світлотіньових переходах. І дійсно, техніка стукко застосовується замість живопису, там де через вологість або слабку видимість не можна вдатися до настінного розпису. Типовим її прикладом є чудова прикраса підземної базиліки Порта-Маджоре в Римі. Давньоримський настінний живопис залежить, безсумнівно, від елліністичних зразків.

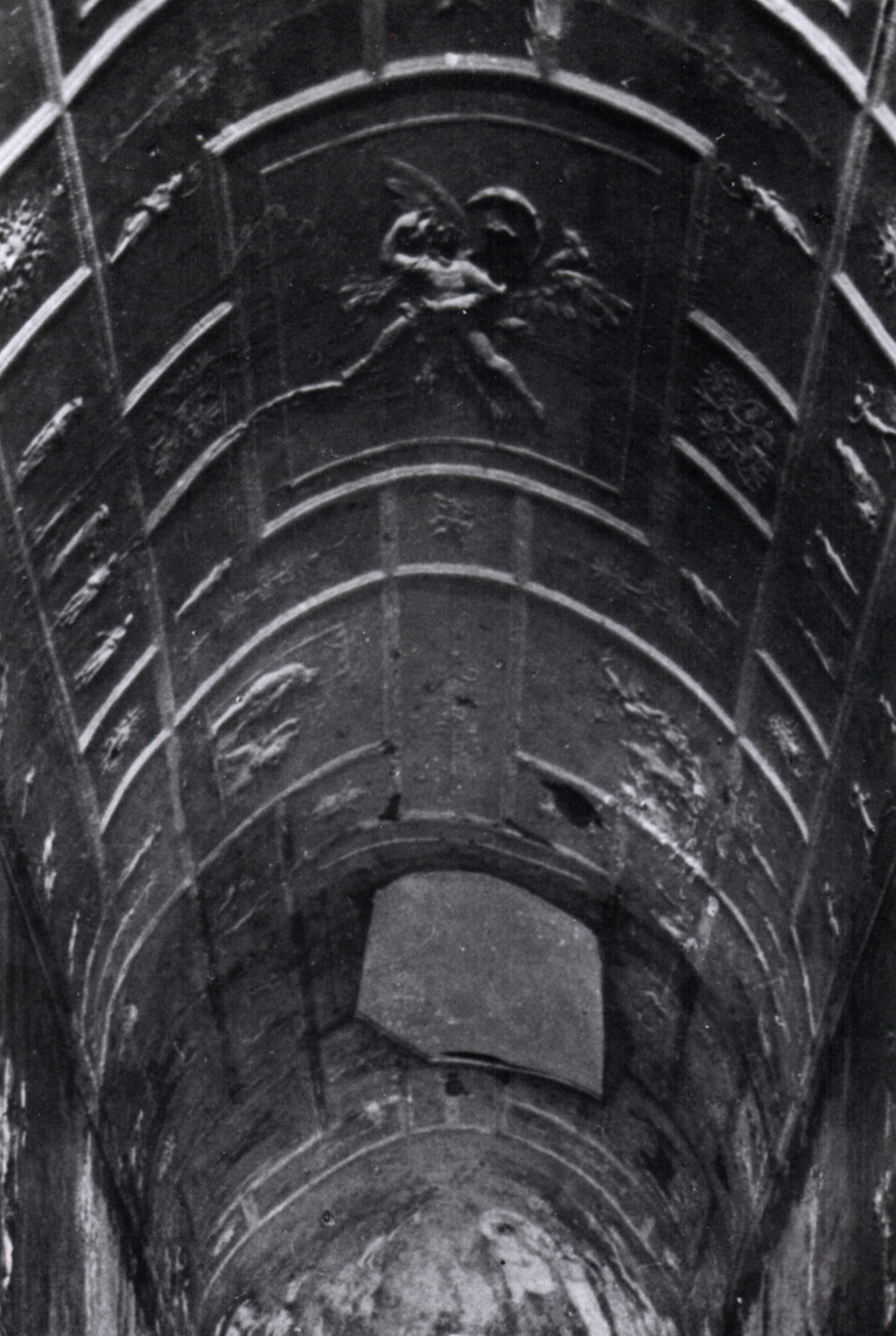
Базиліка Порт-Маджоре в Римі

### Живопис етрусків
Найцікавіше в етруських фресках те, що вони взагалі збереглися. Цьому посприяла традиція етрусків прикрашати ними стіни висічених в скелях гробниць. За стилем живопис етрусків перетинається з вазописом. Зустрічаються й розписи житлових будинків. Найдавніша з них датується VI століттям до Р.Х.
Етруський живопис тісно пов'язаний з похоронною архітектурою. За технікою вона — різновид фрески. Тематика — сюжети із земного життя небіжчика: обрядові сцени з музикантами, танцюристами, гімнастами, зображення полювання та рибної ловлі, міфологічні сюжети (з грецького вазопису або виконані приїжджими з Греції художниками). Призначення цих зображень зумовлює їх натуралізм — акцентування міміки зображуваних персонажів, посилення колірної насиченості. Яскравістю художники прагнуть перемогти темряву гробниці, зробити так, щоб небіжчик «побачив» зображення, для цього їх посилюють, роблять «голосніше». Художній початок відходить на другий план, фігури чітко виділяються на фоні, контури окреслені впевнено, жести перебільшені, фарби посилені. В V ст. до Р. Х. посилюється вплив грецької класики: контури тоншають і сприяють виявленню пластичної форми, кольори стають менш жорсткими і різноманітними, рухи фігур — вільними. Дух проте старий — вигадка замінює втрачену дійсність.
Фрески виявлені в гробницях Вей і Черветері, але найбільшим центром розпису було місто Тарквінія. Невелика гробниця Качок показує, що вже в VII столітті до н. е. етруски прикрашали гробниці розписами. Стиль фресок копіює геометричний стиль вазопису. У гробниці Кампана в Вейях зображений юнак на коні, якого веде чоловік, решта простору заповнена орнаментом, фігурами тварин і міфологічних чудовиськ.
Велика частина розписів виконана в техніці фрески. Стіни зволожувалися, покривалися штукатуркою, потім загостреною паличкою робився начерк, контури обводилися фарбою. На ранніх фресках голова і ноги розташовані в профіль, а плечі — анфас.
Одна з перших фресок з'явилася в гробниці Биків (540–530 роки до Р.Х.). Тут розписана одна стіна навпроти входу. Під фронтоном зображення двох биків, також поміщені еротичні сцени. На головній панелі сцена з грецького епосу — Ахілл чекає в засідці сина царя Трої Пріама.
З цього періоду з'являється багато прекрасних розписів: в гробниці Авгурів, жонглери, Барона, полювання та рибна ловля. Серед найкрасивіших фресок цього періоду — фрески в гробниці Тріклінія, що датується 470 роком до Р. Х. Ліворуч і праворуч від дверного отвору фігури вершників, на стіні навпроти дверей — зображення трьох бенкетних лож. На бічних стінах поміщені п'ять танцюристів і музикантів. Жести фігур гармонійні, рухи витончені.
Розписи пізнього класичного періоду (IV століття до Р.Х.) Відрізняється зміною сюжетів і техніки роботи. Показана перспектива, пози продумані, фігури вміло прописані. Прикладом таких розписів служать розписи з гробниці Голіней. На зміну веселості приходить меланхолія. Нове почуття виражено в погляді жінки з родини Велка у гробниці Орка. Похмурий настрій зберігається і в період еллінізму. Одна з останніх розписаних гробниць — гробниця Тифона в Тарквінії. Тіло Тіфона напружене, воно написано з великою майстерністю, що відповідає елліністичній традиції.

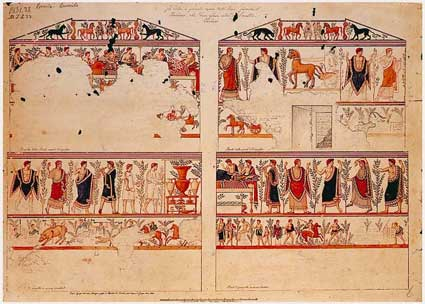
фрески Аквараль Ла-Томба делла Керкіола з Тарквінії

### Живопис епохи республіки
Живопис перебував у взаємодії з характером архітектури. Стіни житлових будинків декорувалися розписами на батальні й міфологічні теми. Досить скромні розписи республіканського періоду, поступово ускладнюються, на стінах починають зображувати портики, колони. Часто архітектурні мотиви доповнюються пейзажем сільських місцевостей, моря, гір, міста з вулицями й будинками.
В Помпеях збереглися прекрасні ансамблі фрескового живопису. Фрески з "Вілли містерій" становлять найбільший інтерес. З великою майстерністю передав художник почуття учасників містерії: натхненну пристрасть молодої вакханки, яка виявляється в її танці, страх жінки, яку посвячують у супутниці бога Діоніса. До кращих в античному живопису належать фрески з "Вілли містерій".
Мистецтво скульптури також набуло поширення у період Римської республіки. Культ померлих був ґрунтом, на якому зріс римський скульптурний портрет. У помешканнях римських патриціїв стояли портретні зображення предків. Створення маски (точної копії моделі) вимагалося насамперед від майстра. Тому митці прагнули до більш точного відтворення рис портретованого.
Бронзовий бюст першого консула Брута є одним з яскравих портретів часів республіки. Вдумливий погляд, правильний овал обличчя, симетрія в зачісці і гравіровці бороди та вус створюють образ республіканця, римлянина-громадянина.
Стимулом для розвитку римського скульптурного портрета були укази, в I столітті до н. е. надали чиновникам право власні скульптурні зображення встановлювати у громадських місцях. Найбільш поширеними скульптурами того часу були портрети римського полководця Помпея. На одному з цих портретів він був зображений з правдивістю: глибоко сховані очі на некрасивому обличчі, хитра посмішка.
Особливий вид статуї - тогатус - з'явився в епоху Римської республіки. Скульптури зображали державних діячів, полководців, які були одягнені в тогу. У бронзовій статуї "Оратор" (II ст. до Р.Х.)виявились реалістичні тенденції римської скульптури. Імовірно майстер зобразив Авла Метела (політичний діяч) під час виступу. На плечах Метела - тога, сповнений почуття гідності, здійнявши праву руку, він закликає до уваги слухачів.
Традиції римського мистецтва часів республіки мали своє продовження в мистецтві періоду імперії.

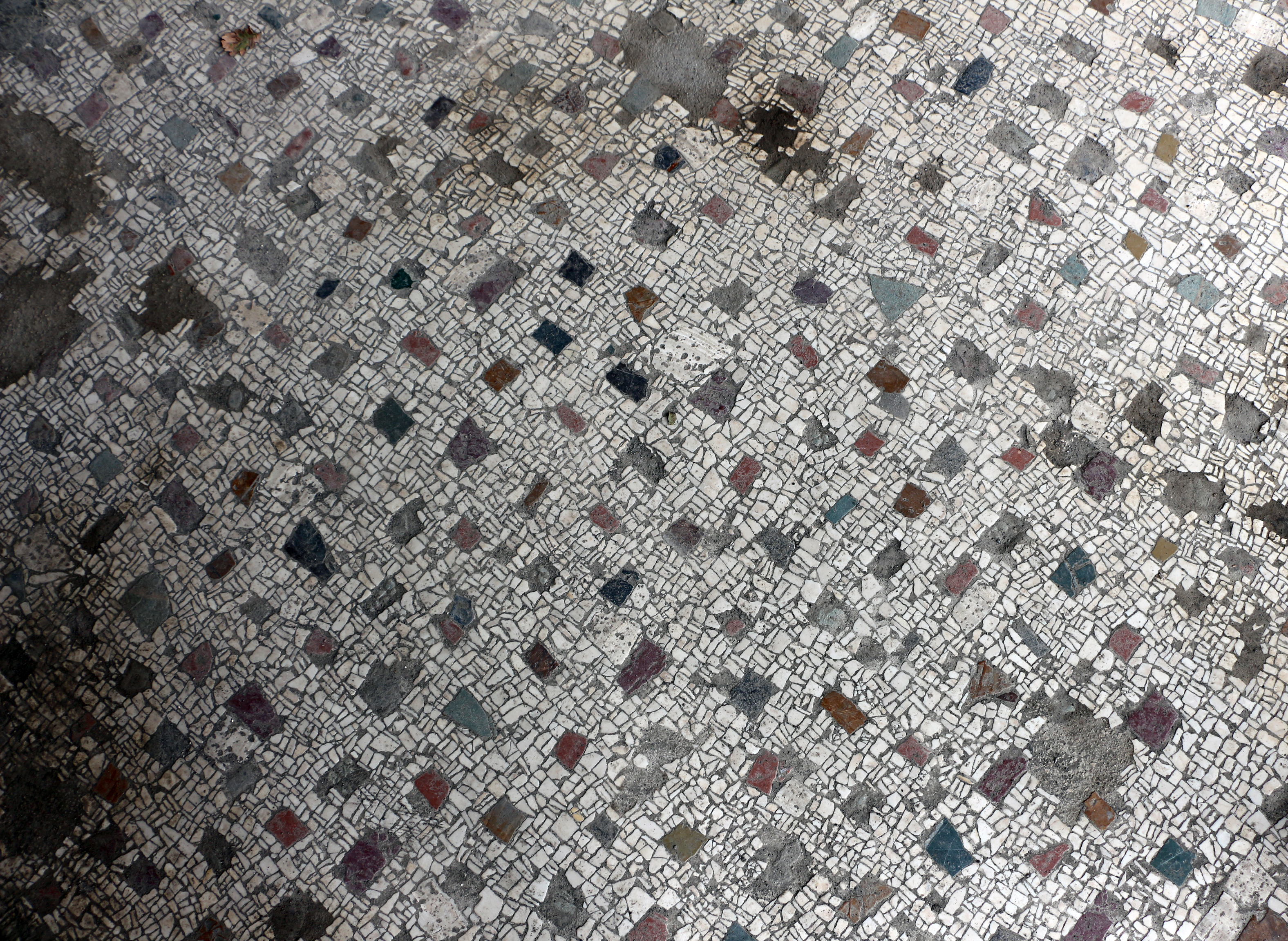
Фрески з "Вілли містерій"

### Живопис часу принципату
У декоративному живописі кінця принципату Августа виникає стиль, названий третім помпеївським. Вишуканість візерунків, гнучкість ліній, свобода композиції відповідають принципам серпневого класицизму, виступав в декоративних рельєфах Вівтаря Миру, у витонченості завитих локонів римлянок в скульптурних портретах.
Як і в розписах другого стилю, площини стін, прикрашаються пейзажами, виконаними в монохромному манері, нерідко міфологічними композиціями, частіше, ніж раніше, копіями з відомих творів грецьких художників. У будинку Лівії на Палатині збереглася фреска, що повторює картину знаменитого елліністичного художника Никия «Іо, Гермес і Аргус». У виразних рухах персонажів розкривається змісту міфу. У позі Іо, що сидить на скелі біля постаменту високої статуї, виражено покірне очікування. Рішучим і сильним представлений сторожити її Аргус - атлетичної статури юнак зі списом. Майстру вдалося показати обережність рухів викрадача Іо Гермеса, нечутною ходою підкрадається зліва з-за скелі. Композиція картини не перевантажена фігурами, все стримано, гармонійно, у дусі еллінського класичного мистецтва. Поетичність піднесених міфологічних образів, колись звучала в оригіналах еллінських художників, очевидно, нерідко бувала збережена і в розписах римських копіїстів. 
Не тільки фрески, а й мозаїки оживляли інтер'єри будинків. Збережені зразки цього виду мистецтва різноманітні по виконанню, колірному строю і сюжетів. У цій техніці створювалися багатофігурні композиції, портрети, натюрморти, а в мозаїці одного з помпейських будинків був зображений кістяк з глечиком у руці. Найчастіше мозаїки викладалися з дрібних шматочків мармуру і містилися звичайно на підлогах атріумів, дрібних басейнів.
Прекрасні зразки римського живопису збереглися в Побшеях, Геркуланумі та Стабіях, засипаних попелом під час виверження Везувію в 79г. Наприкінці II. у Римській імперії починається криза, яка у 111 ст. охоплює все держава і має всеосяжний характер. Його найяскравішим проявом були часті зміна імператорів, відпадання провінцій, прояв у різних частинах імперії самостійних правителів. Характерними ознаками кризи античної культури є низький рівень грамотності, огрубіння вдач, песимізм, широке поширення християнство. З Ш ст. античний напрямок в архітектурі не створює вже нічого нового, досконала портретна скульптура змінюється грубішою, знижується технічне майстерність. У період пізньої імперії / кінець Ш- кінець У ст / змінюється форма римського держави: принципат поступається місцем домінанту - необмеженої монархії східного типу, позбавленої будь-яких республіканських ознак.
Зі встановленням домінанта ситуація в імперії дещо нормалізується, проте відцентрові сили продовжують діяти, й у 395 р. імперія остаточно розпадається на Західну (з центром у Римі) та Східну (з центром у Римі) Константинополі - грецькою Візантією). Історія культури пізнього античного періоду проходить у боротьбі розкладається античної традиції із новими, християнськими принципами. Християнство виникає на основі поширеною у східних провінціях Римської імперії ідеї очікування месії-рятівника. У своєму подальшому розвитку воно сприймає елементи східних релігій та культів, елліністичної філософії та соціальних утопій. У період свого існування християнство викликало лише підозри та неприязне ставлення з боку імперських влади, у середині Ш в. воно було заборонено, внаслідок чого офіційно розпочалися переслідування християн по всій Римській імперії. Проте вже 313г. імператор Костянтин /272- 337р.р./ видав вердикт, яким дозволив християнам вільно сповідувати свою релігію, будувати храми, обіймати громадські посади. Таким чином християнство було визнано рівноправною релігією і поступово перетворилося на державну. З цього часу християнство впливає на багато починань, руйнує традиції і вносить багато страшного і навченого у світовідчуття. Саме в цей час починається розгром язичницьких храмів. забороняються Олімпійські ігри, знищуються священні ліси (сакральні гаї), винищуються сформовані та шановані цінності. Починає знищуватися тіло і все, пов'язане із нею.
Міфологема про непорочне зачаття і народження Христа розуміється буквально і все, що з іншими тлумаченнями, оголошується гріховним і, природно, піддається гоніння. Урочистість християнської релігії супроводжувалося загибеллю багатьох пам'яток античної культури. В епоху пізньої античності християнська література, розширюючи та ускладнюючи християнське віровчення, закладало основи середньовічної схоластики та богослов'я. І хоча у той час ще творили такі поети, як Аврозіній /бл.310-395 р.), і такий видатний історик як Амміан Марцеллін /ок.ЗЗО-ок.400/, але вони все ж таки наслідували старі зразки і надзвичайно захоплювалися зовнішньою формою. У 1У ст. починають будувати християнські храми – базиліки. Форма та назва їх були запозичені від більш ранніх античних базилік, які були адміністративними та судовими будинками. Поряд з ними в ранньохристиянські часи споруджувалися культові будівлі центричного типу, у яких знайшли свій подальший розвиток античні традиції круглого храму. Нові художні риси найяскравіше виступають у християнському живописі. Східна Римська імперія продовжувала існувати до 1453р. як Візантійська імперія, культура якої римська традиція поєдналася з грецькою, але переломилася в новому, християнський варіант. Західна частина Римської імперії припинила своє існування у 476р., коли був скинутий останній імператор.
Цей рік традиційно вважається кінцем Стародавнього світу, Античності, початком Середньовіччя. Римська культура з її розвиненими уявленнями про доцільність речей та вчинків, про борг перед собою та державою, про значення закону, справедливості у житті суспільства спромоглася доповнити грецьку культуру з її прагненням до пізнання світу, розвиненим почуттям міри, краси, гармонії, яскраво вираженим ігровим елементом. Синтез цих двох культур і створив неповторну античну культуру, що стала основою європейської культури

### Мистецтво часу Юліїв-Клавдіїв і Флавіїв
На стіни житлових будинків часу розквіту імперії наносилися фрески найрізноманітнішого змісту. Ще грецькі живописці змагалися в майстерності зображення. Римські художники також працювали в цьому стилі. Великими майстрами в зображенні предметів були помпейські художники. Вони майстерно відтворювали округлості соковитих плодів, прозорість стінок скляних посудин, крізь які видніється вода або фрукти. Матеріальність речей передавалися ними з викликом захоплення достовірністю. Непоодинокі в помпейському живописі і портрети. Видатним пам'ятником цього роду є зображення молодого юриста Теренція Нео з дружиною. Художник показує розумне обличчя і уважний погляд помпейського правознавця. Він тримає собі сувій, його дружина - дощечки і паличку для листи. Точно передані індивідуальні риси подружжя, їх зосередженість перед портретистом.
Особливо повний вираз художні ідеали часу Флавіїв знайшли в декоративних розписах четвертого стилю, що відрізняються пишністю і помпезністю. Розписи ці яскраві і барвисті. У них часто використовується жовтий, червоний, зелений кольори. У композиціях, що руйнують конструктивність стіни, представлені то фантастичні архітектурні пейзажі, то легкі, ніби невагомі, споруджені для декорацій відкриті лоджії і арки, то вражають ваговитістю масивних форм будівлі. Погляду відкриваються розкішні архітектурні ансамблі, що йдуть вдалину портики з високими колонами різноманітних пропорцій і ордерів. У творах розквіту імперії глибока суперечливість епохи яскраво набирає поєднання театралізованій величності і незмінної відвертої цинічності багатьох образів. Свідомість безмежних можливостей володіє світом римлянина забарвлюється саме в ці роки похмурими думками про тлінність буття. У мистецтві Флавіїв знайшли відображення з особливою відвертістю і повнотою, велич і пороки рабовласницької імперії.

## Римський фресковий розпис
Почавши підкорювати світ, римляни знайомилися з усе новими способами прикрашення будинків і храмів, у тому числі з фрескового живописом.
Найкраще зберігся і дійшов до наших днів у Помпеях — одному з міст Римської Імперії, яке у 79-му році було знищене під час виверження вулкану Везувію. . Попіл виявився непоганим консервантом, і завдяки цій обставині до наших днів дожили справжні шедеври античного малярства. Помпейський стиль — це узагальнена назва для кількох стилістичних напрямків, характерних для стінних розписів, які збереглися у Помпеях. У першому помпейському стилі, в основі своїй площинному, переважала палітра теплих кольорів — жовтий, темно-червоний. Фарба наносилася на добре підготовлену штукатурку кількома шарами, до того ж кожен наступний був тонший, ніж попередній. У такій техніці було розписано знаменитий будинок Фавна. 
Для розписів другого стилю притаманний перехід до більш об’ємного зображення. Жанрово-побутові композиції взаємодоповнюються розписами на міфологічні сюжети, які часто були майстерними копіями добре відомих грецьких майстрів IV ст. до н.е. Практично у всіх багатих житлових будинках та віллах розписи були обов’язковим елементом декору. Яскравим зразком можуть бути фрески так званої Вілли містерій, що за композицією нагадують фрески в будинку Лівії на Палатині в Римі. 
Для третього стилю, що відповідає періоду правління Великого Августа, досить офіційно-парадного та холодного, притаманне звернення до натюрморту, пейзажу або ж побутових сцен із життя римлян (будинок Лукреція Фронтина). Динамічний характер сюжетної композиції, фантастичний та експресивний, визначає особливості четвертого помпейського стилю, найвиразніше, мабуть, представленого фресками Зали морських потвор.
Нарешті, як вишуканість, багатство фантазії, так і почуття смаку у давньоримському живописі були підпорядковані єдиному принципу — декоративності, що також визначав характер античної архітектури.

## Мозаїка
В епоху Римської імперії високого розвитку досягли мистецтво мозаїки та декоративний розпис, тісно пов’язані з архітектурою. До видатних творів відносять мозаїчні підлоги в багатих будинках, відкриті під час розкопок міста Помпеї, яке загинуло у 79 р. На цих мозаїках зображені мандрівні музиканти і актори, півні, що б’ються, філософи, які ведуть бесіди, кішка з куропаткою в зубах, жителі морських глибин. Найцікавіша мозаїка, яка зображає історичну подію - битву Олександра Македонського з перським царем Дарієм. Вона займає площу 15 метрів квадратних і складена з 1 млн 500 тис кубиків гірських порід. Художник вміло передав грізне напруження бою, виразні обличчя воїнів, блиск зброї. Складна композиція, використання сміливих ракурсів і краса колориту говорять про великий талант і тонкий смак художника.
Монументально-декоративний живопис пройшов у своєму розвитку такі стилі:
1. Інкрустаційний (ІІ ст. до Р.Х.) – імітує облицювання стін мармуром, зі штукатурки виконували архітектурні деталі (карнизи, пілястри) і розписували;
2. Помпеянський (80-ті рр. до Р.Х. – 20-ті рр. І ст. до Р.Х.) – стіни розчленялись ілюзорно виконаними колонами, пілястрами, нішами, портиками;
3. Орієнталізуючий (з кінця І ст. до Р.Х.) – на стінах відтворюють картини відомих майстрів, колони, гірлянди, квіти, орнаменти.
4. Декоративний (з веред. І ст.) – на стінах відтворюють фасади палаців, сади, які видніються через вікна, копії картин.

Справжнім шедевром розпису є, так звана, вілла Містерій, яка дістала назву за сюжетами фресок, які зображають сцени з таїнств, пов’язаних з посвяченням в культ бога Діоніса.

## Скульптура

### Ранній період
Докладніше: Римський скульптурний портрет
Культурний розвиток раннього Риму мало забезпечений джерелами. Окремі свідчення містяться в творах Тіта Лівія, Плутарха і Діонісія Галікарнаського. У цих умовах непересічне значення відіграють матеріали археологічних розкопок. Так, дослідження встановили наявність в римській статуї Аполлона у Вейях, без сумніву, є свідчення грецького виливу. Також, деякі фрагменти культурного розвитку раннього Риму можна знайти в працях римських агрономів Катона і Варрона.
Ранній період характеризується етрусько-грецьким впливом в розвитку скульптури. Так, глиняні статуї Капітолійського храму були виготовлені етруським майстром з міста Вейї. Храм, побудований 439 р. до н. е. на честь римських богів Церери, Лібера і Лібери, був виконаний в етруському стилі, а статуї богів були відлиті з бронзи. Грецький вплив посилюється з III ст. до н. е., коли поряд із зображенням богів з'являються статуї знаменитих державних діячів Риму, чим було покладено основу римської портретної скульптури.

#### Пізньореспубліканський період
Після завоювання середземноморського басейну історія Риму та Італії входить в історію всього Середземномор’я, відчуваючи на собі і чинячи вплив на своїх сусідів. Джерельна база, яка розкриває суть та особливості римської культури пізньореспубліканського періоду, досить обширна і різноманітна. Насамперед, це речові джерела, отримані в результаті археологічних розкопок, та залишки споруд, храмів і будинків, а саме: різноманітні статуї богів і богинь, саркофаги і надгробні пам'ятники тощо.
У галузі монументальної скульптури в цей період римляни не створили пам'ятників таких значних, як греки. Але вони збагатили пластику розкриттям нових сторін життя, розробили побутовий та історичний рельєф із характерним для нього документально точним оповідним началом. Крім того, римляни продовжували залишатися самобутніми в мистецтві реалістичного портрету. Масове виробництво статуй не сприяло створенню шедеврів, але римляни цього і не прагнули. Для них найважливішим у статуї була портретна подібність з оригіналом.
Статуя повинна прославляти дану людину, її спадкоємців. І тому важливо, щоб зображене обличчя не переплутали з кимось іншим. На розвиток римського індивідуального портрету вплинув звичай знімати з померлих воскові маски, які потім зберігалися в головній кімнаті римського житла. Ці маски виносили з будинку під час урочистих поховань, і чим більше було таких масок, тим знаменитішим вважався рід. При скульптурних роботах майстри, напевно, широко використовували ці воскові маски. Серед найзнаменитіших скульптурних портретів слід виділити портрет Гнея Помпея, який відзначався ретельною і прекрасною обробкою поверхні фактури (скульптор вдався до прийомів високої елліністичної техніки). 
До відомих зразків портретного мистецтва належить і бюст Цицерона. В ньому також елліністична техніка обробки матеріалу і прийоми узагальненого зображення поєднується з римським реалізмом. Тож, можна стверджувати, що для пізньореспубліканської скульптури характерне намагання повернутися до попередніх італійських зразків.
Свою увагу скульптори звертали на передачу індивідуальних рис обличчя: фігура, одягнута в тогу, зображувалася майже завжди стереотипно. Поряд із чоловічим, з'являється і жіночий індивідуальний портрет. Скульптори створювали також групові поясні портрети родичів, об'єднаних єдиною композицією стели, групові портрети[es] в повний зріст. Прикладом такого групового портрета може служити зображення в надмогильній стелі римлянина Вібія і членів його сім'ї (друга половина І ст. до н. е.) Значних успіхів досягають і рельєфні зображення. Таким чином, у римському скульптурному портреті І-ІІ ст. до н. е. закладалися основи розвитку всього західноєвропейського портретного мистецтва.

## Значення
Мистецтво Риму не тільки останній етап у розвитку античності. Багато чого в ньому перевершує культуру середньовіччя. Вже в Древньому світі формувалися нове розуміння світу і багато художні ідеали.
У сферу мистецтва в пізні століття Римської імперії влилося вже значно більше, ніж раніше, число людей. У художній культурі Риму виникали передумови для народження та розвитку середньовічного мистецтва, глибоко суперечливого в пошуках досконалості і краси. Майстри стародавнього Риму залишили велику художню спадщину, створивши неповторні оригінальні твори: барвисті фрески і мозаїки. Територіальна близькість Риму до європейських країн зумовило проникнення античних ідей у культури наступних епох. Завдяки Риму народи Європи дізналися про досягнення античної культури, змогли сприйняти красу, багатобарвність і своєрідність античних фресок і мозаїк. Великий вплив на розвиток Римського мистецтва в епоху республіки зробило грецьке мистецтво, а також грецька мода на оздоблення будинків.
Таким чином, можна сказати, що в епоху римської республіки почався розквіт римського образотворчого мистецтва. Нехай це початок ознаменувався лише наслідуванням і запозиченням грецькою культурою. У наслідку це призведе до розвитку своєї оригінальної техніки живопису, Але це буде вже епоха Римської імперії.